# Ulla Molin (konstnär)
Ulla Molin, född 1946 i Eskilstuna, är en svensk målare.
Molin är som konstnär autodidakt. Separat har hon ställt ut i bland annat Borås, Stockholm och Göteborg, hon medverkade i samlingsutställningar med Ulricehamns konstförening. Hennes konst består huvudsakligen av målningar utförda i akvarell. Molin är representerad vid Borås konstmuseum, Tranemo kommun, Ulricehamns kommun, Älvsborgs läns landsting och Göteborgs sjukhusförvaltning.  